# Astroboa albatrossi
Astroboa albatrossi är en ormstjärneart som beskrevs av Döderlein 1927. Astroboa albatrossi ingår i släktet Astroboa och familjen medusahuvuden. Inga underarter finns listade i Catalogue of Life.